# Colocolo
|  | Per a altres significats, vegeu «Colo Colo». |

El colocolo (Dromiciops gliroides) és un marsupial semiarborícola sud-americà, que se suposa que és més proper als marsupials d'Australàsia que als de les Amèriques. Molts científics creuen que els marsupials passaren de Sud-amèrica a Austràlia via l'Antàrtida, on s'han trobat fòssils de marsupials. La presència del colocolo a Sud-amèrica suggereix que alguns marsupials arribaren a Sud-amèrica des d'Austràlia, com ho feu un monotrema (Monotrematum), del qual s'han trobat fòssils a l'Argentina.